# Teknologia
Teknologia è il primo album dell'anno 2005 del dj italiano Maurizio Braccagni, in arte DJ Lhasa.

## Tracce
1. A.C.T. 1:11
2. Dancefloor 4:03
3. Mysterious Times 3:23
4. Giulia 3:20
5. Together Forever 2:54
6. No Controles 3:04
7. Dance Your Ass Off 3:23
8. Never Ending 3:41
9. Heaven Is A Place On Earth 3:30
10. Pinocchio 3:25
11. I Can Go 3:03
12. Dance With Me 3:07
13. Techno Domination 3:17
14. Hey Deejay 3:13
15. Reggio Calabria 3:01
16. Baby Let's Get Wet 3:20
17. Techno Beat 3:19
18. Atmosphere 3:22
19. Utopia 2:51
20. Teknopatia 3:27
21. Maxima Experiencia 3:27
22. Explorer 3:21
23. Activate 2:49
24. Giulia (Gabry Ponte Rmx Fm Cut) 3:17